# Tudor Mohora
Tudor Mohora (ur. 6 października 1950 w miejscowości Bogdana w okręgu Teleorman) – rumuński polityk, chemik i nauczyciel, działacz komunistyczny, poseł do Izby Deputowanych trzech kadencji, kandydat w wyborach prezydenckich.

## Życiorys
W 1974 ukończył studia na wydziale chemii Uniwersytetu Bukareszteńskiego, w 1998 uzyskał stopień doktora nauk chemicznych. W latach 1974–1985 był sekretarzem i przewodniczącym kontrolowanej przez partię komunistyczną organizacji studenckiej UASCR. W latach 1985–1989 był wiceprzewodniczącym rady ludowej dzielnicy Sektor 4. Od 1978 do 1989 pracował w Instytucie Politechnicznym w Bukareszcie, następnie przez trzy lata był nauczycielem w jednej ze stołecznych szkół średnich.
W 1991 został sekretarzem i wiceprezesem neokomunistycznej Socjalistycznej Partii Pracy. W 1992 z ramienia tej partii został wybrany do Izby Deputowanych. W 1995 opuścił swoje ugrupowanie, stając na czele Partii Socjalistycznej. W 1996 kandydował w wyborach prezydenckich, otrzymując 1,3% głosów. W tym samym roku znalazł się poza parlamentem. W 2000 przyłączył się do postkomunistycznych socjaldemokratów, od 2000 do 2008 przez dwie kadencje ponownie zasiadał w niższej izbie rumuńskiego parlamentu.